# Панчин, Сергей Сергеевич
Сергей Сергеевич Панчин (род. 9 января 1953) — российский политический и государственный деятель. Глава Ульяновска (2015—2021), глава администрации города Ульяновска (2013—2015).

## Биография
Родился 9 января 1953 года в селе Старое Алейкино. Учился в начальной школе своего родного села, затем — в средней школе села Арбузовка Цильнинского района; окончил Ульяновское профессиональное техническое училище № 4. Трудовую деятельность начал в 1970 году на Ульяновском автомобильном заводе, в том же году перешёл на Ульяновский завод тяжёлых и уникальных станков. В 1971 году призван в ряды Советской армии, был солдатом отдельной спортивной роты, стал мастером спорта по кроссу и спортивному ориентированию. После окончания службы в 1973 году вернулся на Ульяновский завод тяжёлых и уникальных станков, где занимал должности слесаря-ремонтника, старшего диспетчера, инженера-технолога I категории, заместителя инспектора по хозяйственной части завода, заместителя председателя профкома, председателя профсоюзного комитета, председателя парткома. Активно участвовал в комсомольской работе, на Ульяновском заводе тяжёлых и уникальных станков занимал должность секретаря комсомольской ячейки, в 1978 году был делегатом XVIII съезда ВЛКСМ, участник XI Всемирного фестиваля молодёжи и студентов в Гаване. В 1989 году окончил Куйбышевский плановый институт по специальности «Планирование промышленности».
С 1990 года был председателем областного комитета профсоюза рабочих машиностроения и приборостроения, затем — главным специалистом орготдела в Администрации Ульяновской области, начальником информационно-аналитического отдела при первом заместителе главы Ульяновской области.
В 1996—2007 годах работал советником главы администрации Ульяновской области, а также на различных руководящих должностях крупных предприятий Ульяновская и Димитровграда, в частности, генеральным директором Ульяновского грузового автотранспортного предприятия № 1 (УГАТП № 1).
В 2007 году назначен главой Засвияжского района города Ульяновска.
В марте 2009 года стал директором муниципального унитарного предприятия «Ульяновскводоканал».
В 2010 году назначен на должность первого заместителя главы города Ульяновска.
После того, как в декабре 2011 года глава Ульяновска Александр Пинков подал в отставку, согласно уставу города вступила в действие новая схема городского управления: политический глава города выбирается депутатами Городской думы, а хозяйственными вопросами занимается городской управляющий — глава администрации, назначаемый городским парламентом по результатам конкурса. Пока готовился и проводился конкурс на должность городского управляющего, с декабря 2011 года по май 2012 года Сергей Панчин исполнял обязанности главы администрации Ульяновска. После того, как в марте 2013 года глава администрации Ульяновска Александр Букин подал в отставку, Панчин вновь исполнял обязанности городского управляющего на время проведения нового конкурса, победителем которого он сам и стал. На должности главы администрации работал более двух лет, после чего сложил с себя полномочия в связи с избранием 13 сентября 2015 года депутатом Ульяновской городской думы. 1 октября 2015 года на первом заседании Городской думы пятого созыва в результате тайного голосования был выбран спикером парламента и главой Ульяновска, получив 30 голосов (действующий на тот момент глава города Марина Беспалова смогла заручиться поддержкой лишь 7 депутатов).
После того, как в апреле 2018 года под давлением губернатора Ульяновской области Сергея Морозова глава администрации Ульяновска Алексей Гаев подал в отставку, должен был пройти новый конкурс на замещения должности городского управляющего. Однако в мае 2018 года глава Ульяновска Сергей Панчин также подал в отставку, что позволило запустить процесс перехода на схему управления города с одним руководителем (соответствующие изменения были внесены в городской устав в марте 2018 года, но реализация новой схемы управления должна была начаться после истечения полномочий главы города). 15 июня 2018 года на внеочередном заседании Ульяновской городской думы Панчин был вновь выбран главой Ульяновска, получив единогласную поддержку депутатов.
15 июня 2021 года покинул пост главы города по собственному желанию.
Женат, имеет двоих сыновей.

## Награды
- медаль ордена «За заслуги перед Отечеством» II степени (19 апреля 2024) — за заслуги в развитии местного самоуправления в Российской Федерации и многолетнюю добросовестную работу[9]
- медаль «За трудовое отличие»
- медаль «За содружество во имя спасения»
- орден святого благоверного князя Даниила Московского III степени (Русская православная церковь)
- Почётная грамота Министерства регионального развития Российской Федерации.